# Velma Barfield
Margie Velma Barfield (n. 29 octombrie 1932, Carolina de Sud, SUA – d. 2 noiembrie 1984, Raleigh, Carolina de Nord, SUA) a fost o criminală în serie americană, condamnată pentru o crimă, dar care a mărturisit ulterior șase crime în total. Barfield a fost prima femeie din Statele Unite care a fost executată după reluarea pedepsei cu moartea în 1976, și prima femeie executată de la 1962 încoace. De asemenea, a fost prima femeie executată prin injecție letală⁠(d).

## Viața și crimele
Velma Barfield s-a născut în Eastover, Carolina de Nord,, dar a crescut în apropiere de Fayetteville. Se spune că tatăl lui Barfield a fost abuziv fizic, iar mama ei, Lillian Bullard, nu intervenea. Ea a scăpat căsătorindu-se cu Thomas Burke în 1949. Cuplul a avut doi copii și se spunea că erau fericiți până când Barfield a suferit o histerectomie și a început să aibă dureri de spate. Aceste evenimente au dus la o schimbare comportamentală în Barfield și, în cele din urmă, la o dependență de droguri.
Burke a început să bea, iar plângerile lui Barfield s-au transformat în certuri amare. Pe 4 aprilie 1969, după ce Burke a adormit din cauza alcoolului, Barfield și copiii au părăsit casa, iar când s-au întors, au găsit locuința arsă, iar Burke era mort. În 1970, Barfield s-a căsătorit cu un văduv, Jennings Barfield. La mai puțin de un an de la căsătorie, Jennings a murit pe 22 martie 1971, din cauza unor complicații cardiace.
În 1974, Lillian Bullard, mama lui Barfield, a prezentat simptome de diaree intensă, vărsături și greață, dar s-a recuperat complet câteva zile mai târziu. La sfârșitul aceluiași an, în timpul sărbătorilor de Crăciun, Bullard s-a îmbolnăvit din nou cu aceleași simptome, și a decedat în spital la câteva ore după ce a fost internată, pe 30 decembrie 1974.
În 1975, Barfield a fost condamnată pentru șapte fapte de scriere de cecuri fără acoperire și a fost condamnată la șase luni de închisoare. A fost eliberată după ce a executat trei luni din pedeapsă.
În 1976, Barfield a început să aibă grijă de vârstnici, lucrând pentru Montgomery și Dollie Edwards în Lumberton, Carolina de Nord. Montgomery s-a îmbolnăvit și a murit pe 29 ianuarie 1977. La mai puțin de o lună după moartea soțului său, Dollie a început să prezinte simptome identice celor ale lui Bullard și a decedat pe 1 martie. Barfield a mărturisit ulterior crima lui Dollie Edwards. Anul următor, Barfield a acceptat o altă slujbă de îngrijitoare, de această dată pentru Record Lee, o femeie de 76 de ani care își fracturase piciorul. Pe 4 iunie 1977, soțul lui Lee, John Henry, a început să acuze dureri intense de stomac și piept, însoțite de vărsături și diaree. A murit la scurt timp, iar Barfield a recunoscut ulterior crima.
O altă victimă a fost Rowland Stuart Taylor, iubitul lui Barfield și o rudă al lui Dollie Edwards. Temându-se că acesta descoperise că ea falsifica cecuri pe contul lui, Barfield a amestecat otravă pentru șoareci pe bază de arsenic în berea și ceaiul lui. Taylor a murit pe 3 februarie 1978, în timp ce Barfield „încerca să-l îngrijească pentru a-l aduce înapoi la viață”; o autopsie a descoperit arsenic în organismul lui Taylor. După arestarea sa, corpul lui Jennings Barfield a fost exhumat și au fost găsite urme de arsenic, o crimă pe care Barfield a negat-o. Deși a mărturisit ulterior crimele lui Lillian Bullard, Dollie Edwards și John Henry Lee, ea a fost judecată și condamnată doar pentru uciderea lui Taylor.
Cântărețul și compozitorul Jonathan Byrd este nepotul lui Jennings Barfield și al primei sale soții. 

## Întemnițare și execuție
Barfield a fost încarcerată la închisoarea centrală din Raleigh, Carolina de Nord, într-o zonă destinată deținuților predispuși la evadare și deținuților cu probleme psihice, deoarece la acea vreme nu exista o zonă destinată femeilor condamnate la moarte și ea era singura femeie condamnată la moarte al statului.
În timpul detenției sale pe coridorul morții, Barfield a devenit o creștină devotată. Ultimii săi ani au fost dedicați slujirii deținuților, activitate pentru care a primit laude din partea lui Billy Graham. Implicarea lui Barfield în slujirea creștină a fost suficient de semnificativă încât s-a făcut un efort pentru a obține o comutarea pedepsei la închisoare pe viață.
Un al doilea motiv al recursului a fost mărturia Dorothy Otnow Lewis, profesoară de psihiatrie la Facultatea de Medicină a Universității din New York și o autoritate în domeniul comportamentul violent, care a susținut că Barfield suferea de tulburare de identitate disociativă. Lewis a declarat că a vorbit cu cealaltă personalitate a lui Barfield, „Billy”, care i-a spus că Velma fusese o victimă a abuzului sexual, și că el, Billy, i-a ucis pe agresorii ei. Judecătorul a rămas neconvins.
După ce apelul lui Barfield a fost respins în instanța federală, ea a cerut avocaților săi să renunțe la un nou apel la Curtea Supremă a Statelor Unite. Barfield a fost executată pe 2 noiembrie 1984, la închisoarea Central Prison. Ea a făcut o declarație înainte de execuție: „Știu că toată lumea a trecut prin multă durere, toate familiile implicate, și îmi pare rău, și vreau să mulțumesc tuturor celor care m-au susținut în acești șase ani.” Barfield a ales ca ultima masă Cheez Doodles și Coca-Cola. Barfield a fost înmormântată într-un mic cimitir rural din Carolina de Nord, lângă primul ei soț, Thomas Burke.
Execuția lui Barfield a stârnit controverse politice, atunci când guvernatorul Jim Hunt, care concura pentru fotoliul de senator în Senatul SUA, a respins cererea de clemență a lui Barfield.